# Michael Chang
Michael Te-pei Chang(張德培, 22 de fevereiro de 1972, Hoboken, Nova Jérsei) é um ex-tenista profissional estadunidense de ascendência chinesa.
Chang foi campeão de Roland-Garros em 1989 e vice em 1995. Em outros torneios de Grand Slam, foi vice do Aberto da Austrália e do US Open.
É tricampeão de Indian Wells Masters. Bicampeão do Cincinnati Masters. Campeão do Miami Masters e do Canada Masters.
Participou dos Jogos Olímpicos de 1992, onde foi derrotado na segunda rodada de simples pelo brasileiro Jaime Oncins, e em 2000 onde foi eliminado na primeira rodada de simples.
Na competição por equipes, Chang foi um membro importante dos Estados Unidos, que venceu a Austrália por 3 a 2 na Copa Davis de 1990.
Ele é membro do International Tennis Hall of Fame desde 2008.
Atualmente, Chang é técnico do tenista Kei Nishikori.

## Major finais

### Grand Slam Finais

#### Simples: 4 finais (1–3)
| Resultado | Ano  | Campeonato       | Piso   | Oponente      | Placar                  |
| Campeão   | 1989 | Aberto da França | Saibro | Stefan Edberg | 6–1, 3–6, 4–6, 6–4, 6–2 |
| Vice      | 1995 | Aberto da França | Saibro | Thomas Muster | 5–7, 2–6, 4–6           |
| Vice      | 1996 | Australian Open  | Duro   | Boris Becker  | 2–6, 4–6, 6–2, 2–6      |
| Vice      | 1996 | US Open          | Duro   | Pete Sampras  | 1–6, 4–6, 6–7(3–7)      |

### ATP finals

#### Simples: 1 final (0–1)
| Resultado | Ano  | Campeonato | Piso    | Oponente     | Placar                  |
| Vice      | 1995 | Frankfurt  | Carpete | Boris Becker | 6–7(3–7), 0–6, 6–7(5–7) |

### Masters Series finais

#### Simples: 9 finais (7–2)
| Resultado | Ano  | Campeonato     | Piso | Oponente         | Placar             |
| Campeão   | 1990 | Canada Masters | Duro | Jay Berger       | 4–6, 6–3, 7–6(7–2) |
| Campeão   | 1992 | Indian Wells   | Duro | Andrei Chesnokov | 6–3, 6–4, 7–5      |
| Campeão   | 1992 | Miami          | Duro | Alberto Mancini  | 7–5, 7–5           |
| Campeão   | 1993 | Cincinnati     | Duro | Stefan Edberg    | 7–5, 0–6, 6–4      |
| Campeão   | 1994 | Cincinnati     | Duro | Stefan Edberg    | 6–2, 7–5           |
| Vice      | 1995 | Cincinnati     | Duro | Andre Agassi     | 5–7, 2–6           |
| Campeão   | 1996 | Indian Wells   | Duro | Paul Haarhuis    | 7–5, 6–1, 6–1      |
| Vice      | 1996 | Cincinnati     | Duro | Andre Agassi     | 6–7(4–7), 4–6      |
| Campeão   | 1997 | Indian Wells   | Duro | Bohdan Ulihrach  | 4–6, 6–3, 6–4, 6–3 |